# Zion Christian Church
Zion Christian Church (ZCC) var en sionistkyrka i södra Afrika.
ZCC kom till under starkt inflytande av läror och bruk från the Christian Catholic Church från  Zion, Illinois och från pingstmissionären John G Lake, som 1908 upptog verksamhet i Johannesburg. Efter förebild från den förstnämnda kyrkan avstod man från alkohol, tobak och fläskkött. ZCC fördömde även promiskuitet och användande av våld. 
ZCC bildades 1925, i Pretoria, av Engenas Lekganyane. Snart hade man över tusen medlemmar.
1930 köpte kyrkan land i dennes hemby Thabakgone, i Limpopoprovinsen i Sydafrika.
Platsen fick namnet Zion City Moria och utsågs till kyrkans högkvarter.
Vid Lekganyanes död 1948 hade ZCC omkring 120 000 medlemmar.
Strider uppstod då om ledarskapet inom ZCC mellan hans två söner Joseph och Edward Lekganyane. Samtidigt bröt ZCC i Zimbabwe med kyrkoledningen i Sydafrika.
Detta ledde till att kyrkan delades i tre kyrkor:
- ZCC (Dove), lett av Joseph och med sitt största stöd på landsbygden
- ZCC (Star), lett av Edward och med sitt största stöd i städerna
- ZCC (Zimbabwe), lett av Samuel Mutendi.

Dessa ZCC-kyrkor har idag miljontals medlemmar, spridda över Afrika och Mellanöstern.